# نيقولاوس فان دام
نيقولاوس فان دام (بالهولندية: Nikolaos van Dam)‏ (ولد 1945 م) هو مستشرق هولندي وسفير سابق للعراق ومصر وإندونسيا.

## دراسته وتدريسه
بدا بدراسة اللغة العربية الفصحى عام 1964م وكان ممن شجعه على دراسة العربية والده الذي درس العربية على يد المستشرق سنوك هورجرونج.
درس فان دام العربية والعلوم السياسية والاجتماعية في جامعة أمستردام وبعدها حصل على الدكتوراه في الأدب عام 1977م. درّس تاريخ الشرق الأوسط الحديث في جامعة أمستردام ما بين اعوام (1970–75).

## أعماله كسفير
عمل في السفارة الهولندية في بيروت والتي تغطى لبنان والأردن وقبرص (1980–83). وكان القائم بالأعمال الهولندية في طرابلس الغرب (1983–85) ونائب المدير للشؤون الأفريقية والشرق الأوسطية في وزارة خارجية هولندا (1985–88). وكان السفير الهولندي للعراق من (1988– 1991).
وامضى سنيين في القاهرة (1991–96) وأنقرة (1996–99) وبون/برلين (1999–2005) وجاكرتا (2005-06).

## كتاباته
له كتابات بالعربية والهولندية والإنكليزية.
كتبه بالعربية هي:
- «الصراع على السلطة في سوريا: الطائفية والإقليمية والعشائرية في السياسة». وأصل الكتاب رسالة دكتوراه.[4]
- «هولندا والعالم العربي منذ القرون الوسطى حتى القرن العشرين» (تحرير).

## وصلات خارجية
- موقع نيقولاوس فان دام